# Przestępczość komputerowa
Zasugerowano, aby zintegrować ten artykuł z artykułem  Przestępstwo komputerowe (dyskusja). Nie opisano powodu propozycji integracji.
Międzynarodowa Organizacja Policji Kryminalnych „Interpol” określa przestępczość komputerową jako przestępczość w zakresie czynów skierowanych przeciwko systemowi komputerowemu i czynów dokonanych przy użyciu komputera jako narzędzia.
Według byłego specjalisty ds. przestępczości informatycznej przy Komendzie Głównej Policji K. Jakubskiego, pojęcie przestępczości komputerowej jest nieprecyzyjne i wieloznaczne: „W szerokim rozumieniu, przestępczość ta obejmuje wszelkie zachowania przestępcze związane z funkcjonowaniem elektronicznego przetwarzania danych, polegające zarówno na naruszaniu uprawnień do programu komputerowego, jak i godzące bezpośrednio w przetwarzaną informację, jej nośnik i obieg w komputerze oraz cały system połączeń komputerowych, a także w sam komputer. (komputer jako narzędzie do popełnienia przestępstwa), jak i skierowane przeciwko takiemu systemowi”.
Zjawisko to pojawiło się wraz z rozwojem komputeryzacji i od tej pory towarzyszy mu nieustannie. Choć „przestępstwo przeciwko danym” jest takim samym przestępstwem jak każde inne, jest ono trudne do wykrycia. Sprawca może być trudny do ustalenia, a ilość śladów z nim związana może być znikoma. Specyfika systemów komputerowych powoduje niejednokrotnie ich całkowite zatarcie.
Według ekspertów Rady Europy przestępstwa komputerowe dzielą się na grupy:
- oszustwo związane z wykorzystaniem komputera,
- fałszerstwo komputerowe,
- zniszczenie danych lub programów komputerowych,
- sabotaż komputerowy,
- obrażanie innych osób w sieci
- „wejście” do systemu komputerowego przez osobę nieuprawnioną (patrz: cracking, haker),
- „podsłuch” komputerowy,
- bezprawne kopiowanie, rozpowszechnianie lub publikowanie programów komputerowych prawnie chronionych,
- bezprawne kopiowanie topografii półprzewodników,
- podszywanie się pod inne osoby lub pod firmy
- modyfikacja danych lub programów komputerowych,
- szpiegostwo komputerowe,
- używanie komputera bez zezwolenia,
- używanie prawnie chronionego programu komputerowego bez upoważnienia,
- metoda salami – to forma przestępstwa polegająca na kradzieży małych sum z różnych źródeł, np. w systemie bankowym, przy rozliczaniu wkładów płatnych na żądanie. Kilkaset rachunków jest zmniejszanych o kilka lub kilkanaście groszy, które są przekazywane na uprzywilejowany rachunek i z niego podejmowane. Powodzenie oszustwa opiera się na tym, że klient traci tak mało, iż nie domaga się żadnych wyjaśnień.

Choć świadomość istnienia i powagi przestępczości informatycznej jest nikła, to istotne jest, iż zjawisko to nie dotyczy tylko zasobów wielkich organizacji, danych objętych tajemnicą, czy związanych z działalnością organizacji państwowych. Samo jej ściganie również nie musi być tylko domeną prokuratury i służb śledczych. Przestępczość informatyczna dotyczy również osób prywatnych i firm, które mogą być zainteresowane w ich udowodnieniu nie tylko w aspekcie prawnym, ale i finansowym.
W 2011 roku hakerzy poznali 174 mln rekordów w 855 atakach. W opublikowanym przez McAfee w 2014 roku raporcie oszacowano, że cyber przestępstwa przynoszą światowej gospodarce roczne szkody na poziomie 445 miliardów dolarów. Oszustwa związane z kartami kredytowymi i debetowymi doprowadziły w 2012 roku do strat w wysokości 1,5 miliarda dolarów w USA. Inne badanie McAfee, przeprowadzone w 2018 roku pokazało, że w wyniku cyberprzestępczości gospodarka traci rocznie 600 miliardów dolarów, tj. odpowiednik 1% światowego PKB. Stale rozwijająca się technologia i możliwości internetu, sprawiają, że skala i różnorodność oszustw i przestępstw dokonywanych z użyciem nowoczesnych technologii stale rośnie.